# Municipio de West Brunswick
El municipio de West Brunswick (en inglés: West Brunswick Township) es un municipio ubicado en el condado de Schuylkill en el estado estadounidense de Pensilvania. En el año 2000 tenía una población de 3.428 habitantes y una densidad poblacional de 43 personas por km².

## Geografía
El municipio de West Brunswick se encuentra ubicado en las coordenadas 40°38′02″N 76°03′45″O / 40.63389, -76.06250.

## Demografía
Según la Oficina del Censo en 2000 los ingresos medios por hogar en la localidad eran de $47,091 y los ingresos medios por familia eran $51,292. Los hombres tenían unos ingresos medios de $39,886 frente a los $22,398 para las mujeres. La renta per cápita para la localidad era de $27,436. Alrededor del 5,4% de la población estaban por debajo del umbral de pobreza.